# Hilton Deakin
Hilton Forrest Deakin (ur. 13 listopada 1932 w Seymour, zm. 28 września 2022) – australijski duchowny rzymskokatolicki, w latach 1993–2007 biskup pomocniczy Melbourne. 

## Życiorys
Święcenia kapłańskie przyjął 27 lipca 1958 w archidiecezji Melbourne. Udzielił ich mu Justin Simonds, ówczesny arcybiskup koadiutor Melbourne. 30 grudnia 1992 papież Jan Paweł II mianował go biskupem pomocniczym archidiecezji ze stolicą tytularną Murthlacum. Sakry udzielił mu 3 marca 1993 Frank Little, ówczesny arcybiskup metropolita Melbourne. 13 listopada 2007, w dniu, w którym osiągnął biskupi wiek emerytalny (75 lat), zakończył urzędowanie i stał się jednym z biskupów seniorów archidiecezji. 